# Pôle des Reconstructeurs
 (septembre 2008).
Si vous disposez d'ouvrages ou d'articles de référence ou si vous connaissez des sites web de qualité traitant du thème abordé ici, merci de compléter l'article en donnant les références utiles à sa vérifiabilité et en les liant à la section « Notes et références ».
Le Pôle des Reconstructeurs est un rassemblement de plusieurs courants de pensée du Parti socialiste, notamment en vue de former une nouvelle majorité lors du Congrès de Reims en évitant un duel Royal / Delanoë.

## Formation
Initié par Jean-Christophe Cambadélis, proche de Dominique Strauss-Kahn, et Claude Bartolone, proche de Laurent Fabius, le Pôle des Reconstructeurs a organisé son premier rassemblement le 1er juin 2008 à Paris. Plusieurs courants du Parti socialiste étaient représentés : 
- Socialisme et démocratie (amis de Dominique Strauss-Kahn),
- Réformer (Martine Aubry, Marylise Lebranchu),
- Agir pour l'Égalité (Laurent Fabius, Claude Bartolone),
- Rénover maintenant (Arnaud Montebourg),
- Nouveau Parti socialiste (Benoît Hamon, Henri Emmanuelli).

Avant l'été, un premier rapprochement a eu lieu entre Pierre Moscovici et Arnaud Montebourg.
En juillet, un second rapprochement s'est opéré entre les amis de Dominique Strauss-Kahn (représentés par Jean-Christophe Cambadélis et Pierre Moscovici), Martine Aubry, Arnaud Montebourg et Marylise Lebranchu[réf. nécessaire].
Cependant, lors de l'Université d'été de La Rochelle, les amis de Dominique Strauss-Kahn se retrouvent divisés entre les positions de leurs animateurs : Pierre Moscovici, déclaré candidat au poste de premier secrétaire, est partisan d'une alliance avec la Ligne claire représentée par Gérard Collomb et Jean-Noël Guérini, alors que Jean-Christophe Cambadélis, souhaite poursuivre la démarche engagée au sein du pôle des Reconstructeurs[réf. nécessaire].
De même, Benoît Hamon et Henri Emmanuelli décident de quitter l'initiative, refusant de s'allier avec les strauss-khaniens et se rapprochent des autres courants de l'aile gauche au sein de la motion Un monde d'avance[réf. nécessaire].

## Congrès de Reims
Finalement, une motion commune intitulée « Changer à gauche pour changer la France » est déposée avec pour première signataire Martine Aubry. Elle est soutenue par Laurent Fabius, Jean-Christophe Cambadélis, Arnaud Montebourg, Jean-Paul Huchon ou encore Pierre Mauroy[réf. nécessaire].
Dans un premier temps, le pari des Reconstructeurs est réussi lors du Congrès de Reims puisque la motion arrive en 3e position juste derrière celle de Bertrand Delanoë et évitant le duel annoncé entre celui-ci et Ségolène Royal[réf. nécessaire]. 
Cependant, la guerre des chefs ne fut pas évitée puisqu'un front anti-Royal s'est constitué autour de Martine Aubry pour l'élection de la Première secrétaire, avec le désistement de Bertrand Delanoë avant le 1er tour puis celui de Benoît Hamon. Après un deuxième tour compliqué, Martine Aubry est élue Première secrétaire du PS avec une courte majorité rassemblant les Reconstructeurs, l'ancienne majorité de François Hollande et l'aile gauche du parti (diminuée à la suite du départ de Jean-Luc Mélenchon)[réf. nécessaire].

## A la tête du PS
De 2008 à 2012, le Pôle des Reconstructeurs était donc la force principale de l'équipe dirigeante du PS avec Martine Aubry comme Première secrétaire, Arnaud Montebourg à la rénovation, Laurence Rossignol à l'environnement, Jean-Christophe Cambadélis aux relations internationales ou encore Marylise Lebranchu aux Territoires[réf. nécessaire].
Durant leur mandat, le Parti socialiste connait un regain électoral lors des élections régionales de 2010, contonales et sénatoriales de 2011 où pour la première fois de l'histoire de la République, un socialiste est élu à la présidence du Sénat[réf. nécessaire].
En préparation de l'élection présidentielle de 2012, une primaire citoyenne est organisée afin de désigner le futur candidat socialiste. Dans un premier temps, un accord tacite prévoyait un soutien de Martine Aubry et des Reconstructeurs (sauf Arnaud Montebourg qui se présente à la primaire) à la candidature de Dominique Strauss-Kahn, alors directeur du FMI. Mais à la suite de la disqualification forcée de DSK, Martine Aubry décide finalement de se présenter à la primaire.
Soutenue par une majorité des Reconstructeurs et par l'aile gauche du parti, elle arrive en deuxième position derrière François Hollande à l'issue de 1er tour avec 30,42 % des voix. Elle s'incline finalement au deuxième tour avec 43,43 %[réf. nécessaire].